# Kostel svatého Mikuláše (Bánovce nad Bebravou)
Kostel svatého Mikuláše Biskupa je gotický kostel v Bánovcích nad Bebravou.

## Dějiny
Kostel je situován na návrší v severovýchodní části města a traduje se, že jej začal stavět už v roce 1149 nitranský biskup Mikuláš a práce dokončil biskup Eduard s pomocí arcibiskupa Joba. Ti jej však s největší pravděpodobností nepostavili.
Stavbu kostela můžeme zařadit do první třetiny 15. století. Tento kostelík je velmi starobylý a pevný. Během neklidné rákociovské doby v Uhersku byl odňat katolíkům, aby jim byl opět v roce 1709 navrácen. Začátky nejsou blíže známy a objasněny. Předpokládá se, že jeho předchůdcem byl starší románský sakrální objekt.
V. Kurth kladl jeho začátky už do roku 1198, což však ničím nepodložil. V souvislosti s tím se připomíná bánovský farář Jan, který zaplatil 14 grošů poplatku, nejvíce ze všech okolních far. Z toho vyplývá, že v Bánovcích existoval již před uvedenými lety kostel, který sloužil pod ním postavené vesnici, doložený v písemných pramenech v roce 1232. V době rozšíření reformace od poloviny 16. do 2. poloviny 17. století ho užívali protestanti.

## Architektura
Kostel je ve svatyni klenutý. V roce 1808 byla loď kostela nově obložena. Osvětlená je šesti okny. Na gotickou dispozici upozorňuje hlavní loď, přestavěná věž, vstupní portál, sedile a další doprovodné prvky. Z období renesance (konce 17. století) pochází zděná kazatelna a z baroka přístavba sakristie. Ve vnitřním vybavení je pozoruhodný klasicistní oltář sv. Mikuláše z konce 18. století, dále barokní polychromovaná dřevěná plastika ukřižovaného Krista z 18. století a na chóru se nachází malé čtyřregistrové varhany.
Sklepní prostory kostela vyplňují dobové krypty. Pod jednou má údajně odpočívat i první rektor místního evangelického gymnázia Tobiáš Baticius, který zemřel v roce 1527. Před vstupem do kostela má svůj hrob pravotický farář Ján Crispich, který se pokusil útěkem zachránit před Turky procházejícími v roce 1663 přes Bánovskou kotlinu na Pováží. Údajně ho zabili před kostelními dveřmi a tam byl i pohřben. Kostel se nachází na hřbitově, obklopený částí kamenné ohrady staršího původu. Z pozdějších náhrobních kamenů stojí za povšimnutí pískovcové lidové náhrobní kameny z 18. a 19. století, zřejmě je vyrobili místní kameníci. V roce 1920 byly vyrobeny 3 zvony, které byly pak umístěny na kostelíku pod názvy: Ondřej-Benedikt (největší), Cyril-Metoděj (střední) a sv. Josef (malý, tzv. umíráček).
Po dlouhém období zanedbávání sakrálních památek se dočkal i kostel sv. Mikuláše celkové opravy. Z iniciativy místního děkana mons. ThDr. Kapusty byl v roce 1989 vyměněn šindel na střeše kostela i věže, konzervovaná dřevěná konstrukce a krovy věže. O rok na to byl zrestaurován oltář.